# Родригес, Вашингтон
Вашингтон Родригес Медина (исп. Washington Rodríguez Medina, 6 апреля 1944, Монтевидео — 31 декабря 2014) — уругвайский боксёр легчайшей весовой категории, выступал за сборную Уругвая в 1960-е годы. Бронзовый призёр летних Олимпийских игр в Токио (1964), обладатель серебряной медали Латиноамериканских игр, неоднократный победитель и призёр национальных первенств.

## Биография
Первый успех пришёл к нему в 1962 году, когда он, находясь в легчайшем весе, завоевал серебряную медаль на Латиноамериканских играх в Буэнос-Айресе. Два года спустя благодаря череде удачных выступлений на внутреннем первенстве удостоился права защищать честь страны на летних Олимпийских играх в Токио, где дошёл до стадии полуфиналов, но в борьбе за выход в финал проиграл японцу Такао Сакураи и вынужден был довольствоваться бронзовой наградой. Таким образом Родригес стал первым в истории боксёром Уругвая, кому удалось привезти с Олимпиады медаль.
В следующем сезоне спортсмен покинул сборную, решив попробовать себя на профессиональном уровне. Тем не менее, выдающегося боксёра-профессионала из него не получилось, в течение четырёх последующих лет он провёл шесть боёв, одержал пять побед (в том числе четыре нокаутом), потерпел одно поражение. Покинув ринг, в 1970-е годы работал в Национальном республиканском банке Уругвая.
Скончался 31 декабря 2014 года.